# Polyaroidea
Polyaroidea är ett släkte av tvåvingar. Polyaroidea ingår i familjen borrflugor.
Kladogram enligt Catalogue of Life:
| Polyaroidea | \| \| Polyaroidea distincta \| \| \| \| \| \| Polyaroidea opposita \| \| \| \| \| \| Polyaroidea univittata \| \| \| \| |
|             | \| \| Polyaroidea distincta \| \| \| \| \| \| Polyaroidea opposita \| \| \| \| \| \| Polyaroidea univittata \| \| \| \| |
|             | Polyaroidea distincta                                                                                                   |
|             | |
|             | Polyaroidea opposita |
|             | |
|             | Polyaroidea univittata                                                                                                  |
|             | |